# Kenneth Arnström
Karl Ray Kenneth Arnström, född 11 maj 1946 i Brännkyrka församling, är en svensk jazzmusiker. 
Arnström är en multiinstrumentalist som spelar flöjt, klarinett, saxofon (altsaxofon, barytonsaxofon och bassaxofon) och basklarinett i såväl äldre som nyare jazzstilar.
År 1963 var han en av initiativtagarna till musikgruppen Kustbandet tillsammans med Christer "Cacca" Ekhé, Jan Olov "Jolle" Svedberg, Karl Petré och Jan Skerving. Han har även spelat med Sumpens Jazzänglar, Nils Bertil Dahlander och Swedish Jazz Kings, med flera.

## Priser och utmärkelser
- 1972: Stampenstipendiet[3]
- 2002: Louis Armstrongstipendiet[4]
- 2002: Jazzkatten[4]
- Stockholm stads kulturstipendium
- Stockholms kulturnämnds hedersstipendium (två ggr)